# Heteromysis sexspinosa
Heteromysis sexspinosa är en kräftdjursart som beskrevs av Murano 1988. Heteromysis sexspinosa ingår i släktet Heteromysis och familjen Mysidae. Inga underarter finns listade i Catalogue of Life.